# Lac Hector
Pour les articles homonymes, voir Hector (homonymie).
Le lac Hector (Hector Lake en anglais)  est un petit lac à l'ouest de l'Alberta, au Canada. Il est situé sur la Bow River, dans les Rocheuses canadiennes, et en bordure du Parc national Banff.

## Étymologie
Il a été nommé en l'honneur de James Hector, un géologue et naturaliste de l'expédition Palliser.

## Géographie
Le lac s'est formé dans une vallée de la chaîne Waputik, au nord de champ de glace Waputik, entre Pulpit Peak, mont Balfour, Crawfoot Mountain et Bow Peak. Le glacier Hector et le mont Hector s'élèvent de l'autre côté de la rivière Bow.
Le lac Hector est l'un des lacs situés sur la Promenade des Glaciers dans le parc national Banff et le parc national Jasper, les autres lacs étant le lac Bow, lac Louise, lac Peyto, lac Mistaya, Waterfowl Lakes, lac Chephren et lac Sunwapta.
Le lac Hector est le second lac depuis la source de la rivière Bow, le premier étant le lac Bow. Il a une superficie totale de 5,23 km2.

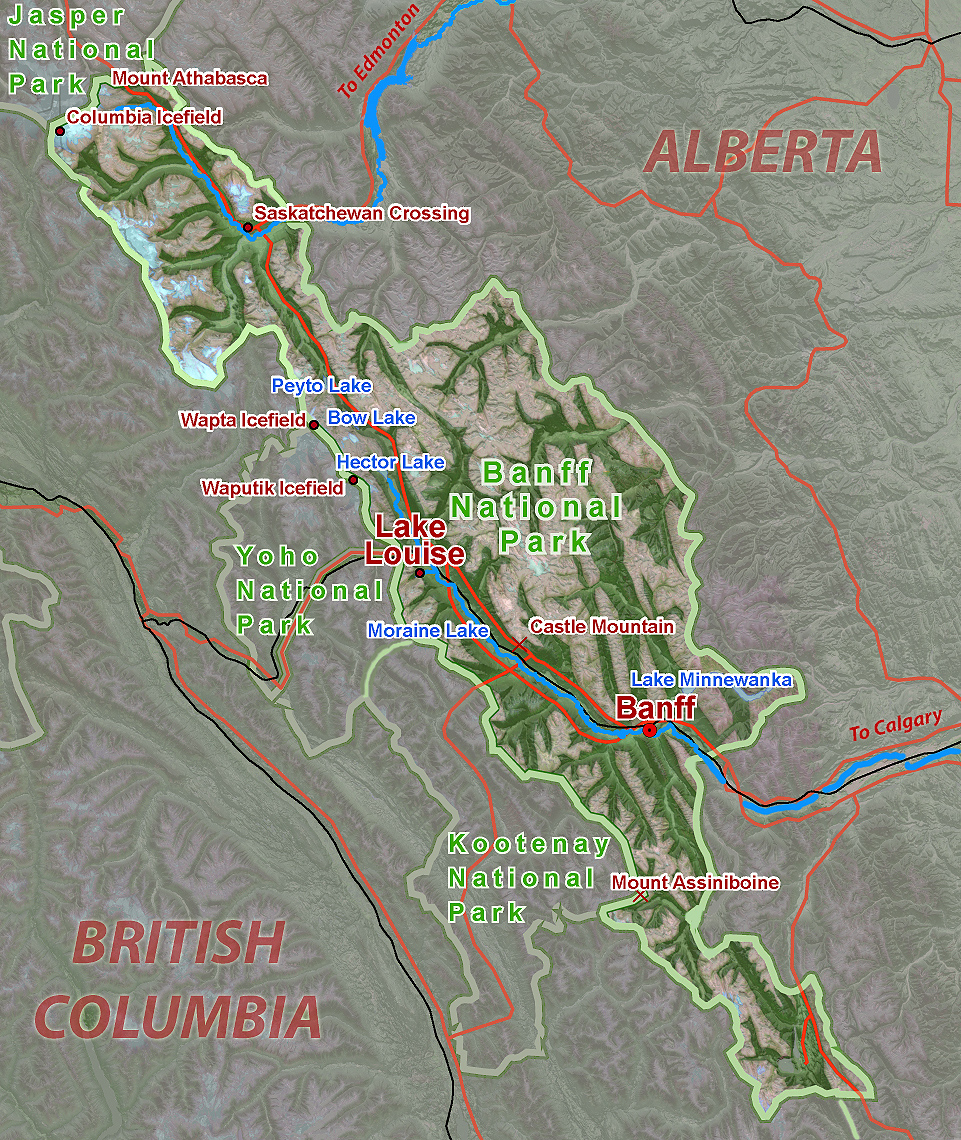
le Lac Hector dans le parc national de Banff